# Résultats du référendum sur le maintien du Royaume-Uni dans l'Union européenne (Gibraltar)
Le référendum sur l'appartenance du Royaume-Uni à l'Union européenne s'est tenu le 23 juin 2016.
Les résultats de Gibraltar sont comptés avec la région Sud-Ouest de l'Angleterre. Gibraltar est le territoire qui a le plus voté pour rester dans l'Union.

## Positions des partis
Tous les partis sont pour le maintien dans l'UE.
| Position | Partis                                     | Partis                          |
| -------- | ------------------------------------------ | ------------------------------- |
| Maintien |                                            | Sociaux-démocrates de Gibraltar |
| Maintien | Parti travailliste-socialiste de Gibraltar |                                 |
| Maintien | Parti libéral de Gibraltar                 |                                 |

## Résultats
| Inscrits       | Inscrits       | 24 119  | 24 119  | 24 119 | 100 %   |
| Votants        | Votants        | 20 172  | 20 172  | 20 172 | 83,64 % |
| Blancs ou nuls | Blancs ou nuls | 27      | 27      | 27     | 0,13 %  |
|                |                |         |         |        |         |
| Nations        | Exprimés       |         |         |        |         |
| Nations        | Exprimés       |         |         |        |         |
| Nations        | Exprimés       | Quitter | Quitter | Rester | Rester  |
| Nations        | Exprimés       | Voix    | %       | Voix   | %       |
| Gibraltar      | 20 145         | 823     | 4,09 %  | 19 322 | 95,91 % |